# Anders Færden
Anders Færden, född den 22 juni 1860 på släktgården Færden i Norderhovs kommun, Ringerike, död den 26 oktober 1939 i Oslo, var en norsk kriminolog och juridisk författare. Hans far var kusin till Michael Johan Færden.
Færden, som blev cand. jur. 1883, anställdes 1884 i Justitiedepartementet, där han 1896 blev byråchef. År 1900 blev han assessor i Kristiania Byret. Færden tog omkring 1900 initiativet till också i Norge ta upp arbetet för att bekämpa "den vita slavhandeln", under samverkan med den internationella organisationen mot la traité blanche och deltog som officiell representant vid flera internationella konferenser angående denna sak, första gången i Paris 1902. Han var dessutom hela tiden medlem av styrelsen för den 1899 upprättade, 1905 omorganiserede norska nationalkomittén för främjande av detta ändamål. Han var dessutom medlem av Société de législation comparée och Société générale des prisons, bägge med huvudsäte i Paris. Utöver många uppsatser i norska och utländska facktidskrifter och i dagspressen utgav han bland annat Exposé des dispositions pénales concernant des délits contre les moeurs dans divers pays (1891) och de till en bredare läsekrets riktade handböckerna Norsk Lovsamling fra 1660 indtil Nutiden (2 band, 1904—05) och Praktisk juridisk Formularbog (2:a upplagan 1917).